# Bacchus-D
Bacchus-D (박카스디, auch Bacchus·D) ist ein Energydrink des südkoreanischen Unternehmens Dong-A Socio Group. Bacchus-D enthält keine Kohlensäure. Das Getränk kam 1963 als Bacchus-F auf den Markt.

## Geschichte
Das Getränk Bacchus stammt von Kang Shinho. Dieser studierte in den 1950er Jahren in Deutschland Medizin. Er benannte das Getränk nach dem römischen Gott Bacchus, Gott des Weins und der Ernte, nachdem er die Bacchusstatue im Hamburger Rathaus sah.
Bacchus kam 1961 zunächst als Tablette auf den Markt (박카스-정), bevor Kang diese 1963 in das Getränk Bacchus umwandelte. Taurin und Inosit sind die Hauptzutat von Bacchus-D. Der Energydrink ist sehr populär in Südkorea. Anfangs wurde Bacchus in Apotheken verkauft als Mittel gegen Erkältung und Kater.
Ähnlich wie Red Bull wird Bacchus häufig mit alkoholischen Getränken wie Wodka gemischt. Die populärste Variante ist die Bacchus Bomb. Bei dieser wird eine komplette Flasche Bacchus in ein Glas geschüttet und in diesem wird ein Schnapsglas mit Wodka versenkt. Darauf wird auf ex getrunken.